# 할리스코가시주머니생쥐
할리스코가시주머니생쥐(Heteromys spectabilis)는 주머니생쥐과에 속하는 설치류의 일종이다. 멕시코의 토착종이다. 종소명 "스펙타빌리스"(spectabilis)는 "두드러진"(striking)이라는 의미로, 비교적 밝은 색때문에 붙여진 이름이다. 이전에는 가시주머니생쥐속(Liomys)으로 분류했지만, 현재는 측계통군으로 확인되어 주머니생쥐속(Heteromys)에 통합되었다.
할리스코가시주머니생쥐는 비교적 큰 종으로 머리부터 몸까지 몸길이가 12~14cm이고, 꼬리 길이는 몸길이와 거의 같다. 다 자란 수컷의 몸무게는 평균 약 68g인 반면에 암컷은 현저히 작아서 평균 51g 정도이다. 등과 옆구리 털은 불그스레한 갈색을 띠며, 아랫쪽은 가늘고 부드러운 털로 이루어져 있고 빳빳한 가시 형태의 돌기로 촘촘하게 덮여서 거의 완전히 가려진다. 옆구리 또한 밝은 황토색 줄무늬가 몸 아래로 길게 이어지는 반면에 하체 쪽은 흰색을 띤다.
멕시코 할리스코주 남동부 지역에서만 발견된다.